# رجینا بارسی
رجینا بارسی (انگلیسی: Regina Baresi؛ زادهٔ ۲۶ سپتامبر ۱۹۹۱) بازیکن فوتبال اهل ایتالیا است.
از باشگاه‌هایی که در آن بازی کرده‌است می‌توان به باشگاه فوتبال زنان اینتر میلان اشاره کرد.